# Экономисса
Икона Божией Матери «Домостроительница», также Экономисса (от греч. Οικονόμισσα — домостроительница) — икона Богородицы, в настоящее время находящаяся в Великой Лавре на Афонской горе.  Празднование 5 (18) июля.
Чудотворный список иконы находится в Толгском монастыре в Ярославле.

## Иконография
Образ Богоматери относится к типу Панахранты. На иконе рядом с Богородицей изображены святые Афанасий Афонский и Михаил Синадский, изображённые в молитвенном положении. Афанасий Афонский держит в своих руках вид лавры, символически образуя тем самым своё особенное хранение, покровительство и заботливость о ней.

## История
По преданию, во время строительства в X веке святым Афанасием лавры, к нему стекалось множество иноков, которых он принимал к себе и с которыми вместе трудился в послушаниях. Однажды в лавре случился неурожай и голод, и иноки, не вынеся голода, по одному разошлись, так что в ней остался один только голодный святой Афанасий.
Как не был силён Афанасий в духе терпения, но голод превозмог и его. Твердость его духа поколебалась и он, подобно остальным, решился покинуть лавру и идти в другое место. В одно утро святой Афанасий в смутном расположении духа уныло шёл по пути к Карее. По прошествии двух часов он утомился и только присел отдохнуть, как навстречу ему показалась идущая женщина под голубым воздушным покрывалом.
Афанасий, не веря собственным глазам, перекрестился и подумал: «Откуда взяться здесь женщине? Ведь вход женщине сюда невозможен», и, удивляясь, пошёл навстречу женщине. Поровнявшись с ним, она спросила его, куда он идёт. Афанасий не ответил, сказав, что он инок и спросил, зачем ей знать куда он идёт. Тогда женщина сказала, что, если он инок, то должен иначе, нежели обыкновенные люди, отвечать, быть простодушным, доверчивым и скромным. Она повторила вопрос, куда он идёт, что она знает его горе, и всё, что с ним делается и может ему помочь.
Тогда Афанасий, удивившись речам незнакомой женщины, рассказал ей о причинах, заставивших его покинуть лавру. На это женщина укорила Афанасия, сказав, что он ради насущного куска хлеба бросил свою обитель, которая должна быть в роды родов славную, что бросать свою обитель не в духе иночества, где его вера, что ему следует вернуться в обитель, и она поможет ему: всё будет с избытком ему даровано, только он не должен оставлять место своего уединения, которое прославится и займет первое место между всеми афонскими обителями.
Тогда Афанасий спросил, кто она. На это женщина ответила, что она та, имени которой он посвящает свою обитель, которой вверяет судьбу её и своего спасения, что она Матерь его Господа. Однако святой Афанасий недоверчиво и сомнительно посмотрел на Неё и сказал, что он боится поверить Ей, потому что многоразличны сети дьявола и враг преобразуется в ангела света. Афанасий спросил Её, чем она убедит его в справедливости Её слов. Тогда Богородица сказала, чтобы он ударил своим посохом в придорожный камень, и тогда он узнает, кто с ним говорит и с этого времени Она навсегда останется домостроительницею (Экономиссою) его лавры. Афанасий ударил посохом в указанный ему камень. Камень разразился и из трещины его выбежал шумный ключ воды. Пораженный чудом, Афанасий обернулся, чтоб броситься к ногам Богородицы, но Её уже не было. С той поры этот ключ и до настоящего времени целительно и обильно струится, в расстоянии двух часов ходу от лавры, недалеко от моря.
Святой Афанасий вернулся в обитель и нашёл, что все кладовые доверху наполнены всем необходимым. С тех пор в лавре, по воле Богородицы, нет должности эконома, а существует лишь должность помощника Экономиссы, управительницей же монастыря считается сама Богородица. Вскоре в обитель вернулись все иноки, и в монастыре была написана и сама икона, которая в настоящее время поставлена в скромном кивоте в монастыре.
На месте явления Богоматери святому Афанасию, по дороге к Карейскому монастырю, воздвигнута в Её честь небольшая церковь во имя Живоносного источника. В этой церкви находится икона, изображающая свершившееся чудо. Здесь же устроена открытая галерея для отдыха паломников и богомольцев.

## Иконография
На иконе изображена Богородица, сидящая на престоле с Младенцем Иисусом Христом на левой руке. С правой стороны престола изображён в молитвенном положении святой Михаил Синадский, с левой — святой Афанасий, который держит на руках своих вид своей лавры, символически изображая тем особенное попечение, покровительство и заботливость, оказываемые обители со стороны Божией Матери.

## Молитва
О Пречестная Владычице Богородице, Всечестная наша Мати Игумение, всех православных обителей иноческаго жития, во святей горе Афонстей и по всей вселенней сущих! Приими смиренныя моления наша и принеси яко Все щедрому Богу нашему, да спасет души наша Своею благодатию. Воззри на ны милосердным Твоим оком и соверши Сама о Господе наше спасение, понеже без милости Спаса нашего и Твоего святаго о нас ходатайства, мы, окаянные, не возможем совершити своё спасение, яко окаляхом житие наше в суетах мирских, ибо время приближается жатвы Христовой в день Страшнаго Суда приспе. Мы же, окаянныя, погибаем в бездне греховной, нерадения ради нашего, по реченному от святых отцев, первоначальников ангельскаго по плоти жития: яко последний монаси нерадением жития своего уподобятся мирским людем, еже и сбыстся днесь, ибо иночество наше плавает житием своим на море житейстем среди великия бури и непогоды: ибо наши святыя обители в прахе пребывают грехов ради наших, Всеправедный Господь наш Иисус Христос, тако благоволи, мы же, недостойнии, не имеем где главы подклонити. О сладчайшая наша Мати Игумение! Собери ны, разсеянное стадо Христово, во едино и спаси всех православных христиан, сподоби райския жизни со Ангелы и всеми святыми во Царствии Христа Бога нашего, Емуже честь и слава со Безначальным Его Отцем и со Пресвятым и Благим и Животворящим Духом во веки веков. Аминь.